# フォーファー伯爵

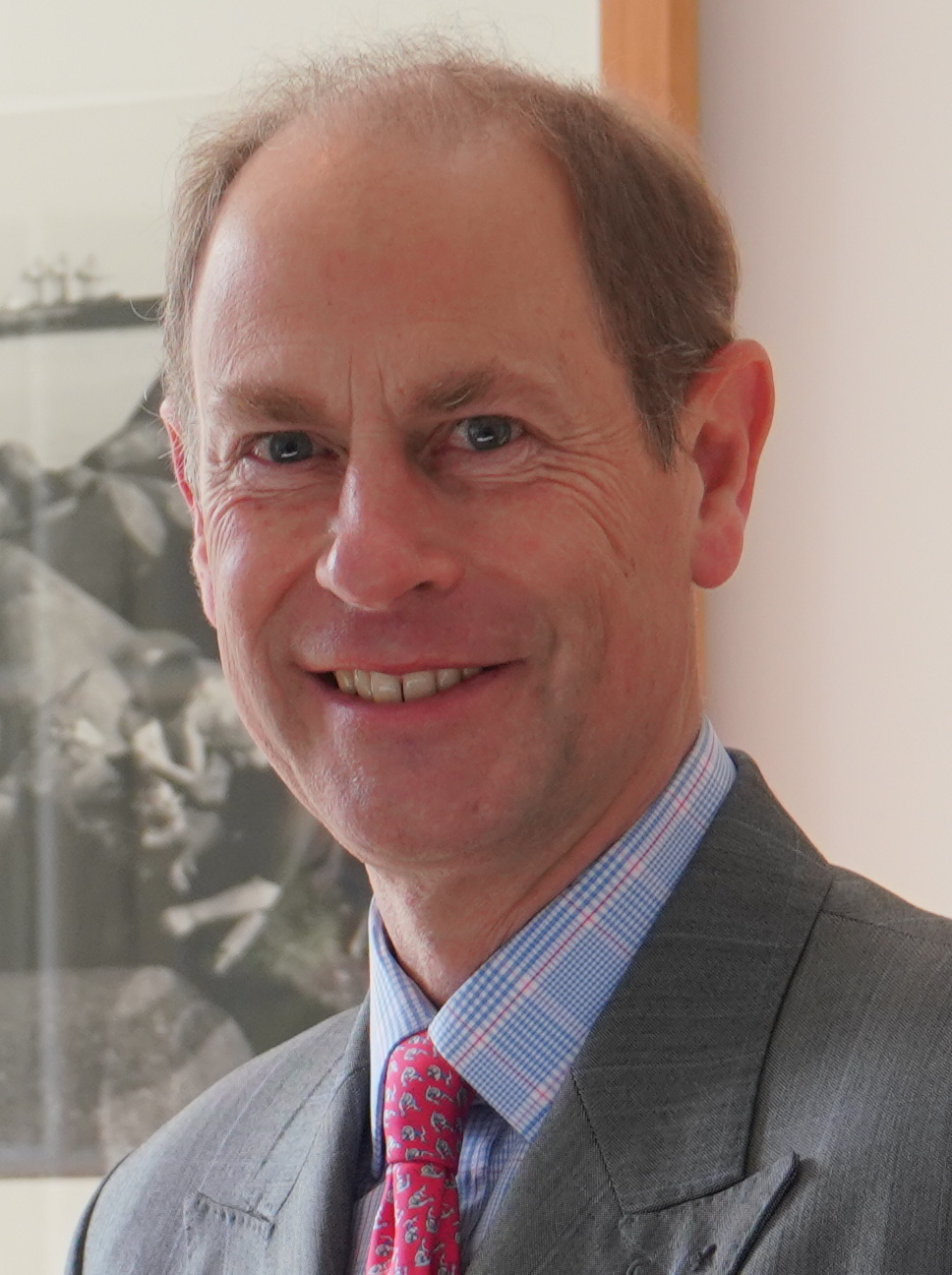
エドワード王子、2022年11月4日撮影。

フォーファー伯爵（フォーファーはくしゃく、英語: Earl of Forfar）は、スコットランド王国と連合王国の伯爵位。スコットランド貴族として1度、連合王国貴族として1度創設された。爵位名はフォーファーに由来する。

## 歴史

### スコットランド貴族
初代オーモンド伯爵アーチボルド・ダグラス(1609-1655)の息子アーチボルド・ダグラス(1653-1712)は1661年10月2日にスコットランド貴族であるワンデル＝ハートサイド卿とフォーファー伯爵に叙された。スコットランド王璽尚書、スコットランド枢密院の枢密顧問官を歴任し、1707年のスコットランド王国とイングランド王国の合同を支持したが、合同以降は官職につくことがなかった。息子で同名の2代伯爵アーチボルド・ダグラス(1692-1715)が1715年ジャコバイト蜂起のシェリフミュアの戦いでの戦傷がもとで死去、爵位は廃絶した。

### 連合王国貴族
2019年3月10日、ウェセックス伯爵エドワード王子はフォーファー伯爵に叙された。同年7月にはウェセックス伯爵夫婦がフォーファーを訪問、フォーファー伯爵への叙爵祝いとして「フォーファー伯爵」（Earl of Forfar）のタータンを贈られた。

## フォーファー伯爵（第1期、1661年）
- 第2代オーモンド伯爵・初代フォーファー伯爵アーチボルド・ダグラス（1653年 – 1712年）
- 第3代オーモンド伯爵・第2代フォーファー伯爵アーチボルド・ダグラス（1692年 – 1715年）

## フォーファー伯爵（第2期、2019年）
- エディンバラ公爵・ウェセックス伯爵・フォーファー伯爵エドワード王子（1964年 – ）